# 아누케트
아누케트(Anuket, Anqet, Anukis)는 고대 이집트 신화에 등장하는 나일강의 여신이다. 그녀의 신전은 아스완 근교 세헤일 섬에 지어져있다.